# Charlotte Prodger
Charlotte Prodger (* 1974 in Bournemouth, England) ist eine in Großbritannien lebende Künstlerin und Preisträgerin des Turner Preises 2018.

## Leben und Werk
Prodger studierte sowohl an der Goldsmiths, University of London als auch an der Glasgow School of Art. Sie arbeitet vorwiegend mit Bewegt-Bildern, Skulpturen, Schrift und Performance. Ihre Arbeit beschäftigt sich mit Fragen zu queerer Identität, Landschaft, Sprachtechnologie und Zeit.
2016 wurde ihr eine Ausstellung im Kunstverein für die Rheinlande und Westfalen gewidmet, im Winter 2017/2018 in der Bergen Kunsthall im norwegischen Bergen.
Prodger lebt in Glasgow.

## Auszeichnungen
Charlotte Prodgers Werk „Bridgit“, für das sie mit dem Turner Preis 2018 ausgezeichnet wurde, entstand ausschließlich mit einem Smartphone und war neben den Werken aller vier in die engere Wahl gekommenen Kunstschaffenden bis zum 6. Januar 2019 in der „Tate Britain“ zu sehen.
Im Rahmen der Partnerschaft zwischen Schottland und Venedig repräsentierte Prodger 2019 Schottland auf der Biennale von Venedig.